# MPOS
Мобільний POS-термінал або mPOS (від англ. mobile Point Of Sale — мобільна точка продажу) — компактний пристрій, що є підключеним до смартфону торговим терміналом, що дозволяє проводити безготівковий розрахунок за допомогою банківської картки. Основні переваги — компактність та можливість здійснення платежів в будь-якій точці, де є доступ до Інтернету (включаючи стільниковий зв'язок). 

## Підключення
Пристрій для зчитування інформації з банківської картки (рідер) підключається до смартфону через роз'єм, найчастіше популярний 3,5 мм mini-jack. Також рідер може бути підключений через USB-роз'єм або Bluetooth-з'єднання. 
На смартфон встановлюється програма — платіжний додаток банку. 
Сервіси, що надають послуги еквайрингу з використанням mPOS-терміналів, стягують комісію. Зазвичай, комісія становить 2-3 % від транзакції. 

## Оплата
Для оплати необхідно провести карткою через термінал та ввести дані платежу. Особа, що здійснює платіж, підтверджує оплату за допомогою електронного підпису через смартфон або за допомогою коду, отриманого за допомогою SMS-повідомлення. Чек в електронному вигляді відправляється на електронну пошту платника. 